# 恋をちょっぴり
「恋をちょっぴり」（こいをちょっぴり、Give a Little Love）は、1975年7月に3週連続で全英シングルチャートの首位に立った、ベイ・シティ・ローラーズの楽曲。この曲は、ジョニー・グディソンとフィル・ワインマンが共作し、ワインマンがプロデュースした。バンドにとっては、全英シングルチャートの首位に立った2曲目にして最後の曲となり、1975年のイギリスにおいて年間11位となるヒットであった。オリジナルのイギリス盤アルバム『青春のアイドル』に収められたバージョンは、シングル盤のバージョンとは異なり、ストリングスのセクションが追加されているが、アメリカ合衆国で発売されたLP盤『ベイ・シティ・ローラーズ』に収録されたバージョンでは、基本的なリズム・トラックがあるだけで、ストリングスは加えられていない。
この曲は、アメリカ合衆国ではシングルとしてはリリースされなかったため、チャートには登場しなかった。しかし、その数ヶ月後にリリースされた「サタデー・ナイト」は合衆国とカナダでチャートの首位に立ったが、既に1973年にリリースされたもののチャート入りせず不発に終わっていたイギリスで再リリースされることはなかった。

## トラックリスト
イギリス・シングル盤
1. 恋をちょっぴり "Give a Little Love" — 3:29
2. 彼女を泣かせないで "She'll Be Crying Over You" — 3:12

 日本では「恋をちょっぴり」は、シングル「太陽の中の恋」のB面に収められた。
1. 太陽の中の恋 "Summerlove Sensation"
2. 恋をちょっぴり "Give a Little Love"

## チャート
| チャート（1975年）            | 最高位 |
| ----------------------------- | ------ |
| オーストラリア                | 2      |
| ドイツ                        | 11     |
| アイルランド                  | 1      |
| ノルウェー                    | 4      |
| スウェーデン                  | 11     |
| イギリス 全英シングルチャート | 1      |

| チャート（1975年） | 順位 |
| ------------------ | ---- |
| オーストラリア     | 29   |
| イギリス           | 6    |